# Roxbury (Connecticut)
Roxbury – miasto w Stanach Zjednoczonych, w stanie Connecticut, w hrabstwie Litchfield.